# Estádio Governador César Cals
Estádio Governador César Cals – stadion piłkarski, w Russas, Ceará, Brazylia, na którym swoje mecze rozgrywa klub Russas Atlético Clube.